# Comuna Pidlisnîi Mukariv, Dunaiivți
Pidlisnîi Mukariv (în ucraineană Підлісний Мукарів) este o comună în raionul Dunaiivți, regiunea Hmelnîțkîi, Ucraina, formată din satele Pidlisnîi Mukariv (reședința) și Varvarivka.

## Demografie
Componența lingvistică a comunei Pidlisnîi Mukariv
     Ucraineană (98,94%)
     Alte limbi (1,06%)
Conform recensământului din 2001, majoritatea populației comunei Pidlisnîi Mukariv era vorbitoare de ucraineană (98,94%), existând în minoritate și vorbitori de alte limbi.